# Parti national de Nouvelle-Zélande
Pour les articles homonymes, voir Parti national.
Le Parti national de Nouvelle-Zélande (en anglais New Zealand National Party et en maori Rōpū Nāhinara, abrégé en NZNP, National ou Nats) est un parti politique néo-zélandais fondé en 1936, membre de l'Union démocrate internationale et de l'Union démocrate d'Asie et du Pacifique. De 2008 à 2020, et depuis 2023, le National est le plus grand parti au Parlement néo-zélandais.
Il est, avec le Parti travailliste de Nouvelle-Zélande, le parti dominant de la vie politique néo-zélandaise.
Le parti a appliqué, lorsque Ruth Richardson était ministre des Finances, de 1990 à 1993, une politique de réformes, poursuivant l'œuvre réformatrice du travailliste Roger Douglas. Après trois victoires consécutives des travaillistes, le Parti national remporte une importante victoire lors des élections législatives néo-zélandaises de 2008 avec son leader John Key qui devient premier-ministre.

## Idéologie
Selon le site internet du « National », le parti cherche une « Nouvelle-Zélande sûre, solide et prospère et un développement qui profiterait à tous les Néo-Zélandais afin d'atteindre leurs objectifs et leurs rêves ». Le parti promet un doublement de la croissance économique, des prestations sociales pour « ceux qui en ont vraiment besoin », et la résolution des conflits liés au traité de Waitangi.
Le parti National défend une politique de réduction des taxes et des impôts, de réduction des prestations sociales, de libre-échange, du maintien des alliances traditionnelles de défense avec l'Occident.
L'ensemble des mesures du parti sur les taxes vise à la mise en place d'une politique de réduction des impôts sur les particuliers.
Le « National » souhaite préserver la main d'œuvre qualifiée de Nouvelle-Zélande et permettre le retour des Néo-zélandais ayant émigré. Il souhaite aussi prendre en compte les qualifications des étrangers dans le processus d'immigration.

### Électorat
Le National fait principalement appel aux électeurs des zones rurales et de la classe moyenne supérieure. Aux élections générales de 2005, le parti National obtint sensiblement plus de voix que le Labour (Parti travailliste) à Auckland, plus grande ville du pays, et au nord du pays. Il remporta la quasi-totalité des circonscriptions rurales et provinciales. Le Labour, rival du National, remporta plus de circonscriptions à Christchurch et Dunedin, ce qui permit à Helen Clark d'obtenir son deuxième mandat.

### Organisation
Le parti a, comme son rival travailliste, une structure pour les jeunes militants : the Young Nationals.
Deux idéologies principales existent au sein du National. The Bluegreens est un groupe au sein du parti axé sur la politique écologique. The Blue Liberals défendent l'économie de marché et le libre-échange.

### Histoire
Le National, s'il est formé officiellement en mai 1936, est issu de la fusion de deux partis : le Parti libéral et le Parti de la réforme. Ce premier s'appuyait sur les classes moyennes et ce dernier sur les zones rurales. La fusion de ces deux partis créa alors une meilleure couverture des différentes classes sociales.

## GouvernementJohn Key(2008-2016)
Le 8 novembre 2008, le National, avec John Key pour leader, gagne 58 sièges aux élections générales, vainquant Helen Clark, trois fois Premier ministre, de 1999 à 2008. Le Parti national créa une coalition de centre droit avec ACT New Zealand, le Parti māori et United Future. Il s'en fit de même aux élections de 2011.

## Résultats électoraux
| Année | Voix      | %     | Sièges   | Gouvernement |
| ----- | --------- | ----- | -------- | ------------ |
| 1938  | 381 081   | 40,30 | 25 / 80  | Opposition   |
| 1943  | 402 887   | 42,78 | 34 / 80  | Opposition   |
| 1946  | 507 139   | 48,43 | 38 / 80  | Opposition   |
| 1949  | 556 805   | 51,88 | 46 / 80  | Gouvernement |
| 1951  | 577 630   | 53,99 | 50 / 80  | Gouvernement |
| 1954  | 485 630   | 44,27 | 45 / 80  | Gouvernement |
| 1957  | 511 699   | 44,21 | 39 / 80  | Opposition   |
| 1960  | 557 046   | 47,59 | 46 / 80  | Gouvernement |
| 1963  | 563 875   | 47,12 | 45 / 80  | Gouvernement |
| 1966  | 525 945   | 43,64 | 44 / 80  | Gouvernement |
| 1969  | 605 960   | 45,22 | 45 / 84  | Gouvernement |
| 1972  | 581 422   | 41,50 | 32 / 87  | Opposition   |
| 1975  | 763 136   | 47,59 | 55 / 87  | Gouvernement |
| 1978  | 680 991   | 39,82 | 51 / 92  | Gouvernement |
| 1981  | 698 508   | 38,77 | 47 / 91  | Gouvernement |
| 1984  | 692 494   | 35,89 | 37 / 95  | Opposition   |
| 1987  | 806 305   | 44,02 | 40 / 97  | Opposition   |
| 1990  | 872 358   | 47,82 | 67 / 97  | Gouvernement |
| 1993  | 673 892   | 35,05 | 50 / 99  | Gouvernement |
| 1996  | 701 315   | 33,87 | 44 / 120 | Gouvernement |
| 1999  | 629 932   | 30,50 | 39 / 120 | Opposition   |
| 2002  | 425 310   | 20,93 | 27 / 120 | Opposition   |
| 2005  | 889 813   | 39,10 | 48 / 121 | Opposition   |
| 2008  | 1 053 398 | 44,93 | 58 / 122 | Gouvernement |
| 2011  | 1 058 638 | 47,31 | 59 / 121 | Gouvernement |
| 2014  | 1 131 501 | 47,04 | 60 / 121 | Gouvernement |
| 2017  | 1 152 075 | 44,45 | 56 / 120 | Opposition   |
| 2020  | 638 393   | 25,58 | 35 / 120 | Opposition   |
| 2023  | 1 085 016 | 38,06 | 49 / 123 | Gouvernement |

## Liste des leaders
| Rang                             | Rang | Nom                | Photo           | Début du mandat   | Fin du mandat     | Position                         | Premier ministre                 | Premier ministre      |
| -------------------------------- | ---- | ------------------ | --------------- | ----------------- | ----------------- | -------------------------------- | -------------------------------- | --------------------- |
|                                  | 1er  | Adam Hamilton (en) |                 | 2 novembre 1936   | 26 novembre 1940  | Chef de l'opposition (1936-1940) |                                  | Michael Joseph Savage |
|                                  | 2e   | Sidney Holland     |                 | 26 novembre 1940  | 20 septembre 1957 | Chef de l'opposition (1940-1949) |                                  | Peter Fraser          |
| Premier ministre (1949-1957)     | 2e   | Sidney Holland     |                 | 26 novembre 1940  | 20 septembre 1957 | Sidney Holland                   |                                  |                       |
|                                  | 3e   | Keith Holyoake     |                 | 20 septembre 1957 | 7 février 1972    | Premier ministre (1957)          |                                  | Keith Holyoake        |
| Chef de l'opposition (1957-1960) | 3e   | Keith Holyoake     |                 | 20 septembre 1957 | 7 février 1972    | Walter Nash                      |                                  |                       |
| Premier ministre (1960-1972)     | 3e   | Keith Holyoake     |                 | 20 septembre 1957 | 7 février 1972    | Keith Holyoake                   |                                  |                       |
|                                  | 4e   | Jack Marshall      |                 | 7 février 1972    | 4 juillet 1974    | Premier ministre (1972)          |                                  | Jack Marshall         |
| Chef de l'opposition (1972-1974) | 4e   | Jack Marshall      |                 | 7 février 1972    | 4 juillet 1974    | Norman Kirk                      |                                  |                       |
|                                  | 5e   | Robert Muldoon     |                 | 4 juillet 1974    | 29 novembre 1984  | Chef de l'opposition (1974-1975) |                                  | Bill Rowling          |
| Premier ministre (1975-1984)     | 5e   | Robert Muldoon     |                 | 4 juillet 1974    | 29 novembre 1984  | Robert Muldoon                   |                                  |                       |
| Chef de l'opposition (1984)      | 5e   | Robert Muldoon     |                 | 4 juillet 1974    | 29 novembre 1984  | David Lange                      |                                  |                       |
|                                  | 6e   | Jim McLay          |                 | 29 novembre 1984  | 26 mars 1986      | David Lange                      | Chef de l'opposition (1984-1986) |                       |
|                                  | 7e   | Jim Bolger         |                 | 26 mars 1986      | 8 décembre 1997   | David Lange                      | Chef de l'opposition (1986-1990) |                       |
|                                  | 7e   | Jim Bolger         | Geoffrey Palmer | 26 mars 1986      | 8 décembre 1997   |                                  | Chef de l'opposition (1986-1990) |                       |
|                                  | 7e   | Jim Bolger         | Mike Moore      | 26 mars 1986      | 8 décembre 1997   |                                  | Chef de l'opposition (1986-1990) |                       |
| Premier ministre (1990-1997)     | 7e   | Jim Bolger         |                 | 26 mars 1986      | 8 décembre 1997   | Jim Bolger                       |                                  |                       |
|                                  | 8e   | Jenny Shipley      |                 | 8 décembre 1997   | 8 octobre 2001    | Première ministre (1997-1999)    |                                  | Jenny Shipley         |
| Chef de l'opposition (1999-2001) | 8e   | Jenny Shipley      |                 | 8 décembre 1997   | 8 octobre 2001    | Helen Clark                      |                                  |                       |
|                                  | 9e   | Bill English       |                 | 8 octobre 2001    | 28 octobre 2003   | Helen Clark                      | Chef de l'opposition (2001-2003) |                       |
|                                  | 10e  | Don Brash          |                 | 28 octobre 2003   | 27 novembre 2006  | Helen Clark                      | Chef de l'opposition (2003-2006) |                       |
|                                  | 11e  | John Key           |                 | 27 novembre 2006  | 12 décembre 2016  | Helen Clark                      | Chef de l'opposition (2006-2008) |                       |
| Premier ministre (2008-2016)     | 11e  | John Key           |                 | 27 novembre 2006  | 12 décembre 2016  | John Key                         |                                  |                       |
|                                  | (9e) | Bill English       |                 | 12 décembre 2016  | 27 février 2018   | Premier ministre (2016-2017)     |                                  | Bill English          |
| Chef de l'opposition (2017-2018) | (9e) | Bill English       |                 | 12 décembre 2016  | 27 février 2018   | Jacinda Ardern                   |                                  |                       |
|                                  | 12e  | Simon Bridges      |                 | 27 février 2018   | 22 mai 2020       | Jacinda Ardern                   | Chef de l'opposition (2018-2020) |                       |
|                                  | 13e  | Todd Muller        |                 | 22 mai 2020       | 14 juillet 2020   | Jacinda Ardern                   | Chef de l'opposition (2020)      |                       |
|                                  | 14e  | Judith Collins     |                 | 14 juillet 2020   | 30 novembre 2021  | Jacinda Ardern                   | Chef de l'opposition (2020-2021) |                       |
|                                  | 15e  | Christopher Luxon  |                 | 30 novembre 2021  | en fonction       | Chef de l'opposition (2021-2023) |                                  | Jacinda Ardern        |
|                                  | 15e  | Christopher Luxon  | Chris Hipkins   | 30 novembre 2021  | en fonction       | Chef de l'opposition (2021-2023) |                                  |                       |
| Premier ministre (depuis 2023)   | 15e  | Christopher Luxon  |                 | 30 novembre 2021  | en fonction       | Christopher Luxon                |                                  |                       |